# Caroline Moorehead
Caroline Moorehead, OBE FRSL, (geboren 28. Oktober 1944 in London) ist eine britische Schriftstellerin und Menschenrechtsaktivistin. 

## Leben
Caroline Moorehead ist die Tochter des Schriftstellers Alan Moorehead und der Journalistin Lucy Milner (1908–1979). Sie wuchs vorwiegend in Italien auf. Sie studierte an der Sorbonne und an der University of London und schloss das Studium 1965 mit einem B.A. ab. 1967 heiratete sie in Porto Ercole den britischen Journalisten Jeremy Smith.
Moorehead hat mehrere Biografien geschrieben, zu Bertrand Russell, Heinrich Schliemann, Freya Stark, Iris Origo, Martha Gellhorn und zur Marquise Henriette-Lucy de La Tour du Pin-Gouvernet, der Tochter von Arthur Dillon. Sie schrieb Sachbücher über das Rote Kreuz, über Pazifisten und über Terroristen. 
Ihr Buch A Train in Winter handelt von der Deportation von 230 Résistance-Kämpferinnen in das KZ Auschwitz, unter ihnen Charlotte Delbo. Das Buch Village of Secrets handelt von der Rettung von 3.000 Juden vor der nationalsozialistischen Verfolgung in den Cevennen, es stand 2014 auf der Shortlist des Samuel-Johnson-Preises. 
Moorehead schreibt Buchkritiken, die in den führenden englischsprachigen Zeitungen gedruckt werden. Ihre journalistischen Beiträge haben oft die Menschenrechte im Fokus, sie selbst war Aktivistin in Kairo, für die BBC realisierte sie mehrere Filme zum Thema Menschenrechte. Sie unterstützt die Organisation Index on Censorship. 
1993 wurde sie zum Fellow der Royal Society of Literature gewählt. 2005 erhielt sie den Offiziersrang des Order of the British Empire.

## Politische Einstellungen
Im Oktober 2024 gehörte Moorehead zu den Unterzeichnern eines Aufrufs zum Boykott israelischer Kulturinstitutionen, „die an der überwältigenden Unterdrückung der Palästinenser mitschuldig sind oder diese stillschweigend beobachtet haben“.

## Schriften (Auswahl)
- Hostages to Fortune: A Study of Kidnapping in the World Today. New York: Atheneum, 1980
- Sidney Bernstein: A Biography. London: J. Cape, 1984
- Freya Stark. New York: Viking, 1986
- Troublesome People: Enemies of War: 1916-1986. London: Hamilton, 1987
- Betrayal: A Report on Violence Toward Children in Today's World. New York: Doubleday, 1990
- Bertrand Russell: A Life. New York: Viking, 1992
- Lost and Found: The 9,000 Treasures of Troy: Heinrich Schliemann and the Gold That Got Away. New York: Viking, 1996
- Dunant's dream: War, Switzerland and the history of the Red Cross. HarperCollins, London 1998
- Iris Origo, Marchesa di Val d’Orcia. London: John Murray, 2000
- Gellhorn: A Twentieth-Century Life. New York: H. Holt, 2003.  ISBN 0805065539
- Martha Gellhorn: Ausgewählte Briefe. Deutsch von Miriam Mandelkow. Herausgegeben von Caroline Moorehead. Mit einem Nachwort von Sigrid Löffler. Zürich: Dörlemann, 2009
- Human Cargo: A Journey Among Refugees. New York: H. Holt, 2005.  ISBN 0805074430
- Dancing to the Precipice: The Life of Lucie de la Tour Du Pin, Eyewitness to an Era. HarperCollins, 2009  Costa Book Awards Shortlist
- A Train in Winter: An Extraordinary Story of Women, Friendship, and Resistance in Occupied France. London : Chatto & Windus, 2011
- Village of secrets. Defying the nazis in Vichy France. London: Vintage, 2015
- A Bold and Dangerous Family: The Rossellis and the Fight Against Mussolini. London: Chatto and Windus, 2017[3]